# ادتران
ادتران (انگلیسی: ADTRAN) شرکت سخت‌افزار آمریکایی است، که در سال ۱۹۸۶ تأسیس شد.